# Apeadeiro de Cortegaça
O Apeadeiro de Cortegaça é uma interface ferroviária da Linha do Norte, que serve a localidade de Cortegaça, no Distrito de Aveiro, em Portugal.

## Descrição
Este apeadeiro tem acesso pela Rua dos Caminhos de Ferro, junto à povoação de Cortegaça, no concelho de Ovar. É parte da rede de serviços urbanos do Porto da operadora Comboios de Portugal.

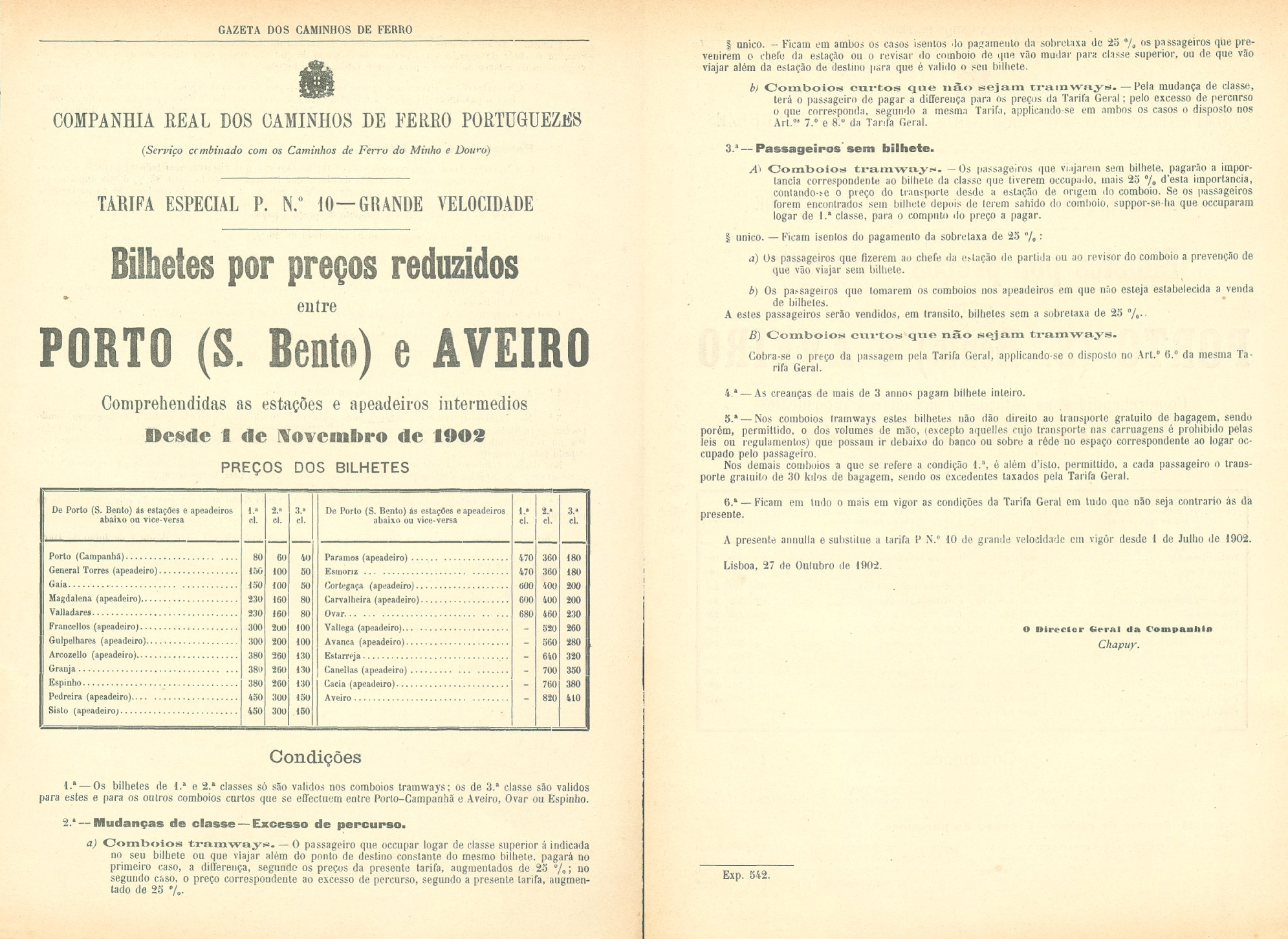
Aviso de 1902, onde se faz referência ao Apeadeiro de Cortegaça

## História
Esta interface situa-se no troço da Linha do Norte entre Vila Nova de Gaia e Estarreja, que entrou ao serviço em 8 de Julho de 1863, pela Companhia Real dos Caminhos de Ferro Portugueses.

Um despacho de 7 de Setembro de 1951 da Direcção-Geral de Transportes Terrestres, publicado no Diário do Governo n.º 212, III Série, de 12 de Setembro de 1951, aprovou um projecto da Companhia dos Caminhos de Ferro Portugueses para modificação do serviço prestado nos apeadeiros de Carvalheira - Maceda, Cortegaça e Paramos.

## Leitura recomendada
- QUEIRÓS, Amílcar (1976). Os Primeiros Caminhos de Ferro de Portugal: As Linhas Férreas do Leste e do Norte. Coimbra: Coimbra Editora. 45 páginas
- SALGUEIRO, Ângela (2008). A Companhia Real dos Caminhos de Ferro Portugueses: 1859-1891. Lisboa: Univ. Nova de Lisboa. 145 páginas